# Bildtafel der Verkehrszeichen im Deutschen Reich von 1938 bis 1945
Die Bildtafel der Verkehrszeichen im Deutschen Reich von 1938 bis 1945 zeigt die Verkehrszeichen im Deutschen Reich, wie sie durch die Neufassung der Straßenverkehrs-Ordnung (StVO) in der Fassung vom 13. November 1937 beschlossen worden sind. Diese StVO trat am 1. Januar 1938 in Kraft. Neben den Verkehrszeichen der StVO wird hier unter anderem auf straßenverkehrstechnisch relevante Zeichenanordnungen in der Eisenbahn-Bau- und Betriebsordnung (abgekürzte Bezeichnung: Betriebsordnung, BO) eingegangen. Auf Grundlage des Erlasses über Verkehrszeichen und Einrichtungen an Reichsautobahnen vom 15. April 1938 werden hier auch die Autobahn-Verkehrszeichen behandelt.
Die StVO von 1937 war eine vollständige Neufassung, die mit vielen Ergänzungen und Änderungen bis in die 1970er Jahre gültig blieb. In der Bundesrepublik Deutschland wurde sie zum 1. März 1971 durch eine neue Ordnung ersetzt, in der Deutschen Demokratischen Republik bereits zum 1. Januar 1957. Erstmals gehörte 1937 zur Straßenverkehrs-Ordnung auch eine Straßenverkehrs-Zulassungs-Ordnung (StVZO).
Bereits am 28. Mai 1934 war eine neue Reichs-Straßenverkehrs-Ordnung erlassen und verordnet worden. Die wesentlich umfassendere Neufassung von 1937 war zum einen den schnellen straßenverkehrstechnischen Fortschritten und dem Anwachsen des Verkehrs geschuldet, zum anderen wurden nun auch die Kompetenzverlagerungen und Strukturveränderungen innerhalb des inzwischen gefestigten nationalsozialistischen Staates deutlich. Zeichnete für die StVO von 1934 noch der aus der Weimarer Republik übernommene Verkehrsminister Paul von Eltz-Rübenach verantwortlich, traten 1937 anstelle eines Verkehrsministers der Innenminister Wilhelm Frick, der Reichsführer SS und Chef der Deutschen Polizei im Innenministerium Heinrich Himmler sowie Fritz Todt als Generalinspektor für das deutsche Straßenwesen als Herausgeber der Verkehrsordnung auf.
Erneut wurde betont, dass Wirtschaftswerbung in Verbindung mit Verkehrszeichen unzulässig sei. Diese Art der Werbung hatte im Kaiserreich und insbesondere während der Weimarer Republik noch zum Straßenalltag gehört. Wie die 1937 verwirklichten Zeichen zeigen, orientierte sich die StVO sehr nahe an den internationalen Richtlinien für Verkehrszeichen und musterte viele ältere deutsche Zeichen, die einen Sonderweg beschritten, aus.

## Farben
Den Verkehrszeichen wurde 1937 die Farbenkarte für Fahrzeuganstriche RAL 840 B 2 zugrunde gelegt, die seit Juni 1932 eingeführt worden war. Diese Farbkarte wurde 1940, während des Zweiten Weltkriegs, durch das Farbtonregister 840 R ersetzt, das insbesondere auch auf die Farben für Kriegsgerät einging. Dieses Register behielt bis 1971 seine Gültigkeit und wurde mit der damaligen StVO-Neufassung durch neue RAL-Systeme ersetzt.
Folgende Farbtöne wurden im Farbtonregister 840 B 2 für die Verkehrszeichen festgelegt. Nach dem Gedankenstrich folgen die heutigen RAL-Nummern, die bereits im Register 840 R bestanden:
- RAL 1 (weiß) – RAL 9002 (Grauweiß)
- RAL 5 (schwarz) – RAL 9005 (Tiefschwarz)
- RAL 6 (rot) – RAL 2002 (Blutorange)
- RAL 24 (gelb) – RAL 2007 (Leuchthellorange)
- RAL 32 h (blau) – RAL 5002 (Ultramarinblau)

Für Schwarz und Weiß wurde zwar keine Norm festgelegt, doch zur Orientierung darauf hingewiesen, dass die Normfarbe für Weiß RAL 1 und für Schwarz RAL 5 ist. Festgelegt war zudem ein weißer Anstrich für die Pfosten der Verkehrszeichen, bei Ortstafeln und Wegweisern sollte dieser gelb sein.
Da eine Vielzahl der damaligen Zeichen in emaillierten Ausführungen erschienen, konnte es zu erheblichen Farbabweichungen kommen, da Email erst ab 1940 nach RAL definiert wurde. Die produzierenden Firmen wählten daher oftmals Näherungswerte. Insbesondere während der zweiten Phase des Krieges mussten Farben vielfach gestreckt werden, da beispielsweise Farbpigmente nicht mehr lieferbar waren. Oftmals wurde dann als Zuschlagsstoff auf billige Weißpigmente zurückgegriffen, was die vorgeschriebenen Farbwerte erheblich verändern konnte.

## Typographie

Beispiel mit der Fetten Mittelschrift DIN 1451

Die typographische Grundlage bildete das Normblatt DIN Vornorm 1451. Als Empfehlung wurde festgelegt, dass die dort enthaltenen Schriften eine Mindeststrichstärke von sieben Millimeter einhalten sollten. Die auf den Verkehrsschildern erscheinenden Zahlen sollten die Höhe der Versalien besitzen. Große Buchstaben hatten dabei nicht unter 50 Millimeter und Kleinbuchstaben nicht unter 35 Millimeter hoch abgebildet zu werden. Ausnahmen von diesen Regelungen wurden auf eigenen Musterblättern dargelegt.
Trotz eindeutig festgelegter DIN-Schriften fallen die zahlreichen Abweichungen und Varianten zu dem gesetzlich vorgeschriebenen Schriftsystem deutlich auf. Die typographische Zeichen, die zur damaligen Zeit vielfach von Schildermalern oder in Emaillierwerken erstellt wurden, weisen daher eine fast unerschöpfliche Bandbreite an Varianten im Schriftbild und der Ausprägung einzelner Buchstaben in den festgelegten Schriftschnitten – Eng-, Mittel- und Breitschrift – auf. Selbst die Darstellung von Ziffern auf den im Reichsgesetzblatt reproduzierten Verkehrszeichen weicht stark von der DIN 1451 ab.

## Herstellung
Die aufzustellenden Zeichen mussten licht- und wetterbeständig sein. Insbesondere bei Warnzeichen war es erwünscht, diese rückstrahlend, leuchtend oder beleuchtet auszuführen. In der StVO wird ausdrücklich darauf hingewiesen, dass „kleine Abweichungen von den Maßen, die keine auffällige Veränderung des Schildes bewirken, bei allen Verkehrszeichen aus besonderen Gründen zulässig“ sind. Die Baken an Bahnübergängen besaßen in den rot gestrichenen Bereichen entsprechend gefärbte Reflektoren.

## Signalschau
Ab 1936 mussten dann alle amtlichen Verkehrsschilder durch die zuständigen Behörden regelmäßig überprüft werden. Notwendig war diese als „Signalschau“ bezeichnete Kontrolle durch die stetige Zunahme des Kraftverkehrs geworden. Festgestellt wurden bei dieser Schau die Notwendigkeit, Vorschriftsmäßigkeit, Zweckmäßigkeit und der Zustand der Schilder. Neben den lokalen Polizeibehörden hatten bei dieser Untersuchung die Straßenunterhaltspflichtigen sowie die Vertreter der Verkehrsteilnehmer und damit das Nationalsozialistische Kraftfahrkorps (NSKK) und Der Deutsche Automobil-Club (DDAC) anwesend zu sein.

## I. Warnzeichen
(Bilder 1 bis 10)
Das Zeichen Gefahrenstelle wurde 150 Meter vor der Gefahrenstelle aufgestellt.

Bild 1 Allgemeine Gefahrenstelle
Bild 2 Querrinne
Bild 3 Kurve
Bild 4 Kreuzung
Bild 5 Beschrankter Eisenbahnübergang
Bild 6 Unbeschrankter Eisenbahnübergang
Bild 7 Dreistreifige Bake (links) – vor unbeschranktem Übergang
Bild 8 Dreistreifige Bake (rechts) – vor beschranktem Übergang
Bild 9 Zweistreifige Bake (links)
Bild 10 Einstreifige Bake (rechts)

## II. Gebots- und Verbotszeichen
(Bilder 11 bis 31)

Bild 11 Verkehrsverbot für Fahrzeuge aller Art
Bild 12 Verbot einer Fahrtrichtung oder Einfahrt
Bild 13 Verkehrsverbot für Kraftwagen
Bild 14 Verkehrsverbot für Krafträder
Bild 15 Verkehrsverbot an Sonn- und Feiertagen
Bild 16 Verkehrsverbot an Sonn- und Feiertagen
Bild 17 Gebot für Radfahrer, Verbot für alle anderen Verkehrsteilnehmer, den bezeichneten Weg oder Straßenteil zu benutzen
Bild 17 Gebot für Reiter, Verbot für alle anderen Verkehrsteilnehmer, den bezeichneten Weg oder Straßenteil zu benutzen[15]
Bild 17 Gebot für Fußgänger, Verbot für alle anderen Verkehrsteilnehmer, den bezeichneten Weg oder Straßenteil zu benutzen[15]
Bild 18 Verkehrsverbot für Fahrzeuge über ein bestimmtes Gesamtgewicht
Bild 19 Verkehrsverbot für Fahrzeuge über eine bestimmte Breite (z. B. 2 m, 2,25 m usw.)
Bild 20 Verkehrsverbot für Fahrzeuge über eine bestimmte Höhe (z. B. 3 m, 3,20 m usw.)
Bild 21 Verbot der Überschreitung bestimmter Fahrgeschwindigkeiten (z. B. 30 km, 40 km usw. je Stunde)
Bild 22 Halteverbot
Bild 23 Parkverbot
Bild 24 Vorgeschriebene Fahrtrichtung – Rechts
Bild 25 Vorgeschriebene Fahrtrichtung – Geradeaus
Bild 26 Vorgeschriebene Fahrtrichtung – Rechts abbiegen
Bild 27 Vorgeschriebene Fahrtrichtung – Rechts abbiegen oder geradeaus
Bild 28 Einbahnstraße
Bild 29 Haltzeichen an Zollstellen
Bild 30 Vorfahrt auf der Hauptstraße achten!
Bild 31 Droschkenplatz

## III. Hinweiszeichen
(Bilder 32 bis 52)

Bild 32 Parkplatz
Bild 33 Vorsichtszeichen
Bild 33 Vorsichtszeichen „Schule“[16]
Bild 34 Hilfsposten
Bild 34 Hilfsposten (mit Pfeil rechtsweisend)[16]

### Zeichen für Laternen, die nicht die ganze Nacht über brennen
(Bilder 35 bis 36)

Bild 35 Ring für Laternenpfähle
Bild 36 Schild für Laternen an Überspannungen

### Ortstafel
(Bilder 37 bis 38)
Anstelle des Verwaltungsbezirk konnte in den Grenzräumen seit Einführung der am 1. Januar 1938 gültig gewordenen StVO gegebenenfalls der Begriff „Zollgrenzbezirk“ angegeben werden. Hierzu gab es kein eigenes Bild in der Vorschrift.

Bild 37 Vorderseite
Bild 38 Rückseite

### Wegweiser für Reichsstraßen
(Bilder 39 bis 41)

Bild 39
Bild 40
Bild 41

### Wegweiser für sonstige befestigte Straßen

Bild 42

### Wegweiser für unbefestigte Straßen

Bild 43

### Reichsstraßen-Nummernschild

Bild 44

### Zeichen für Ring- oder Sammelstraßen für Fernverkehr

Bild 45

### Vor-Wegweiser
(Bilder 46 bis 51)

Bild 46
Bild 47
Bild 48
Bild 49
Bild 50
Bild 51

### Zeichen für Hauptverkehrsstraßen

Bild 52

## IV. Zeichen zur Leitung des Verkehrs bei Straßensperrungen
(Bilder 53 bis 58)

### Signalscheiben auf Drehgestellen zur Verkehrsregelung bei halbseitigen Sperrungen
(Bilder 53 bis 54)

Bild 53

### Wegweiser für Umleitungen
(Bilder 55 bis 56)

Bild 55 Umleitung mit Umleitungspfeil
Bild 56 Umleitung ohne Umleitungspfeil

### Tafel für Umleitung des Verkehrs auf Reichsstraßen
(Bilder 57 bis 58)

Bild 57 Skizze

## V. Die wichtigsten der nach § 50 bis zum 31. März 1939 zu ersetzenden älteren Zeichen
(Bilder 59 bis 73)

### Sperrschilder für dauernde Sperrungen
(Bilder 59 bis 64)

Bild 59
Bild 60
Bild 61
Bild 62
Bild 63
Bild 64

### Sperrschilder für Sperrungen an Sonn- und Feiertagen
(Bilder 65 bis 69)

Bild 65
Bild 66
Bild 67
Bild 68
Bild 69

### Zeichen für Geschwindigkeitsbeschränkungen
(70 bis 72)

Bild 70
Bild 71
Bild 72

### Zeichen für Geschwindigkeitsbeschränkung vor Schulen

Bild 73

## Unnummerierte, aber ab 1.Januar 1938 ebenfalls gültig gewordene Zeichen

Verkehrsverbot für Kraftwagen und Krafträder[15]
Verkehrsverbot für Kraftwagen und Krafträder an Sonn- und Feiertagen[15]
Übergang für Fußgänger (mit Pfeil rechtsweisend)[16]
Verkehrsverbot für Fahrräder[16]

## Zusatztafeln
Die Abbildungen der weißen, rechteckigen Zusatztafeln mit schwarzer Aufschrift unterschieden sich in den verschiedenen damaligen Druckwerken in den typographischen Details. Dies spiegelte auch die Realität auf der Straße wider. Zudem gibt das Reichsgesetzblatt lediglich für die Zusatztafeln der Bilder 22 und 23 Größenangaben vor. Das Reichsgesetzblatt bot auch keine Abbildung der damals noch nicht nummerierten Zusatztafeln, sondern nur eine kurze Beschreibung mit einer Größenangabe für einige Tafeln. Zeitliche Beschränkungen wurden durch weiße Aufschriften auf dem Rand der Gebots- und Verbotszeichen deutlich gemacht.

Anfang Beginn einer Verbotsstrecke; unterhalb von Bild 22 oder Bild 23
Verlauf der Verbotsstrecke; unterhalb von Bild 22
Verlauf der Verbotsstrecke; unterhalb von Bild 23
Ende Ende einer Verbotsstrecke; unterhalb von Bild 22 oder Bild 23
Drei Querrinnen folgen;[18] unterhalb von Bild 2
Drei scharfe Kurven folgen;[18] unterhalb von Bild 3
Achtung! Sechs Kurven! Das Warnzeichen wird vor den einzelnen Kurven nicht wiederholt.[18][19]
2 mal wird die Reichsautobahn gekreuzt; unterhalb von Bild 4. Die Kreuzung erfolgte über Brückenbauwerke.
Vorsicht! Starkes Gefälle![18][20] Diese Zeichenkombination war seit 1938 in Gebrauch[21]
Baustelle

## Haltestellenzeichen für Kraftpostlinien
Die mit dem republikanischen Reichsadler unterlegten Schilder der Reichspost wurden bis 1933 produziert und blieben oft auch nach Einführung neuerer Schilder an ihren Standorten, zumeist Hauswände öffentlicher Gebäude an den ländlichen Hauptstraßen hängen. Nach 1933 wurden jedoch auch neue Schilder hergestellt, nun in den neuen (alten) Farben des Reiches schwarz-weiß-rot. Beide Schilder wurden mit den am 28. Juli 1939 verkündeten Haltestellenzeichen hinfällig.

Haltestellenzeichen für Kraftpostlinien (älteres Schild)
Haltestellenzeichen für Kraftpostlinien (neues Schild)

## Kennzeichen für Wegübergänge in Schienenhöhe
Diese Zeichen für Wegübergänge in Schienenhöhe standen nicht in der Straßenverkehrsordnung, sondern ab 1934 in der Sechsten Verordnung zur Änderung der Eisenbahn-Bau- und Betriebsordnung vom 20. November 1934. Diese Verordnung erschien im Reichsgesetzblatt, Jahrgang 1934, Teil II, S. 1051–1054 und war seit dem 10. Dezember 1934 rechtsgültig.

### Warnkreuze

Beschrankter Wegübergang ein- oder mehrgleisig
Unbeschrankter Wegübergang eingleisig
Unbeschrankter Wegübergang mehrgleisig
Beschrankter Wegübergang ein- oder mehrgleisig vor einer Reichsbahn-Einheitsschranke
Das Warnkreuz gilt nur in Richtung des Pfeils

### Warnlichtanlagen
Ein langsam blinkendes weißes Licht (45 Blinken pro Minute) bedeutete: Der Übergang ist für den Straßenverkehr frei. Ein schnell blinkendes rotes Licht (90 Blinken pro Minute) bedeutete: Halt! Der Übergang ist für den Straßenverkehr gesperrt. Zur Sicherung der unbeschrankten Bahnübergängen waren mehrere Warnlichtanlagemodelle im Einsatz. Die technisch anspruchsvollste Ausführung war für mehrgleisige unbeschrankte Bahnübergänge vorgesehen. Wenn sich zwei Züge aus beiden Richtungen dem Übergang näherten schaltete sich neben dem obligatorischen roten Warnlicht die Aufschrift „Zwei Züge“ ein und ein Wecker ertönte. Die Paragraphen 79 (1) und 82 der Eisenbahn-Bau- und Betriebsordnung regelten den Umgang mit der Signalanlage. Sowohl die Arme des Warnkreuzes, als auch die weiß-rote Umrandung des Tragschildes waren mit runden Rückstrahlern versehen, um die Zeichen bei Dunkelheit für Kraftfahrer noch besser erkennbar zu machen. Die Warnlichtanlagen wurden elektrisch oder bei fehlender Stromversorgungsmöglichkeit mit Azetylen betrieben.
Frühe Warnlichtanlagen, die nicht Teil der Eisenbahn-Bau- und Betriebsordnung wurden:

Warnkreuz mit Doppelwarnlicht für unbeschrankten eingleisigen Bahnübergang (1935)
Warnkreuz mit Doppelwarnlicht für unbeschrankten mehrgleisigen Bahnübergang (1935)
Warnkreuz mit weißem Warnlicht für unbeschrankten eingleisigen Bahnübergang (1936)
Warnkreuz mit rotem Warnlicht für unbeschrankten eingleisigen Bahnübergang (1936)
Warnkreuz mit rotem Warnlicht, Leuchtaufschrift und Wecker für unbeschrankten mehrgleisigen Bahnübergang (1936)
Neuere Ausführung des Warnsignalschirms für unbeschrankten eingleisigen Bahnübergang (1941)

## Bis 1945 nachträglich verordnete Bilder sowie zusätzliche Neuerungen

### 1938

#### April
Der Generalinspekteur für das deutsche Straßenwesen, Fritz Todt, gab am 15. April 1938 einen Erlaß über Verkehrszeichen und Einrichtungen an Reichsautobahnen heraus. Dieser Erlass galt gemäß § 3 der Ersten Allgemeinen Verwaltungsvorschrift für die Auftragsverwaltung der Bundesfernstraßen vom 3. Juli 1951 (Bundesanzeiger Nr. 132) in Westdeutschland als Bundesrecht weiter.

#### Juni
Am 5. Juni war der Autobahn-Reiseruf eingeführt worden, für den eine mit Kreide zu beschriftende schwarze Tafel im Mittelstreifen der Autobahnen aufgestellt wurde. Mit Kriegsbeginn, am 1. September 1939, wurde diese Serviceleistung von Post und Reichsbahn für die Allgemeinheit wieder eingestellt. In der Zeitschrift Deutsche Verwaltung, dem 1933 gegründeten Organ für das Verwaltungsrecht, wurde 1941 über den Reiseruf auf den Reichsautobahnen noch folgendes berichtet: „durch Tafeln, auf denen durch große, nachts erleuchtete Schrift der anzuhaltende Wagen bezeichnet wird, können jederzeit Nachrichten übermittelt werden.“ Ob beleuchtete Tafeln während der Bombennächte im Zuge der allgemeinen Verdunkelung jedoch je zum Einsatz kamen, ist nicht bekannt.

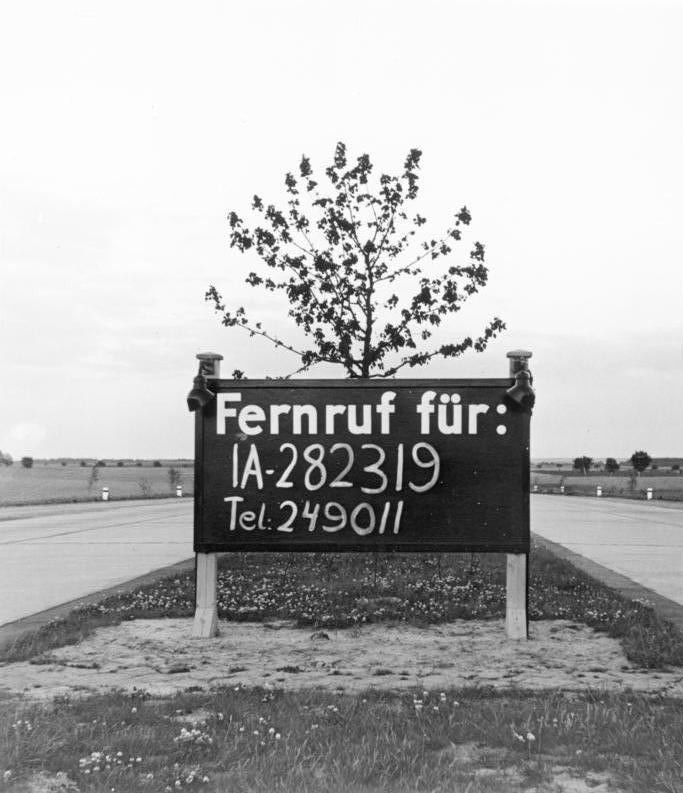
Tafel des Autobahn-Reiserufs in unmittelbarer Nähe einer Tankstelle oder Raststätte. Die Beschriftung hatte der für den jeweiligen Streckenabschnitt zuständige Tankwart vorzunehmen.

Ein weiterer Erlass vom 16. Juni betraf die einheitliche Beschriftung der Ortstafeln, welche bisher unklare Details klären sollte.

#### November
Am 1. November trat eine erneute Änderung der Straßenverkehrs-Ordnung in Kraft, zu der zwei neue Bilder (Bild 30a, 30b) gehörten.

Bild 30a Halt! Vorfahrt auf der Hauptstraße achten! Das Zeichen musste von innen oder außen beleuchtet sein oder rückstrahlende Wirkung besitzen.
Bild 30b Skizze für die Kennzeichnung einer Straße, auf der zur Beachtung der Vorfahrt gehalten werden muss. Mit den parallel gestellten roten Fahrbahnmarkierungen längs einer Nebenstraße sollte der Autofahrer zum Abbremsen bei der Zufahrt auf eine Hauptstraße gebracht werden. Der 200 Millimeter breite Querstreifen bildete dann die Haltelinie und ermöglichte gleichzeitig einen gefahrloseren Übergang für Fußgänger.
Zusatztafel Entfernung in m (zu Bild 30a)

### 1939

#### Juli
Im Juli 1939 erging eine Anordnung des Generalinspektors für das deutsche Straßenwesen (GI), Fritz Todt, dass die bereits genutzten und noch im Bau befindlichen Autobahnen wie im Eisenbahnwesen zu Betriebsstrecken zusammengefasst werden sollten. In diesem Zusammenhang war bis spätestens 1. August 1939 eine durchgehende Kilometerabsteckung sowie eine Vereinheitlichung der Beschilderung für die Fernziele zu gewährleisten. Als wichtiger Anhaltspunkt für diese Kilometrierung an den Strecken wurden von einem jeweils festgelegten Autobahn-Nullpunkt aus, alle 25 Kilometer sogenannte „Große Steine“ in den Mittelstreifen gestellt. Dazwischen sollten alle 500 Meter kleinere Steine für eine noch differenziertere Kilometerangabe stehen. Die Steine wurden sowohl aus Kunst- als auch Naturstein hergestellt. Die „Großen Steine“ waren über der Geländeoberkante 950 Millimeter hoch und 720 Millimeter breit, die dazwischenliegenden Steine über der Geländeoberkante 460 Millimeter hoch und 460 Millimeter breit. Die eintiefte Beschriftung wurde mit brauner Farbe hervorgehoben. Mit der Einführung dieser Steine wurde gleichzeitig die alte Tradition der Kilometer- beziehungsweise Meilensteine wiederaufgenommen. Doch aufgrund der hohen Fahrgeschwindigkeiten auf den Autobahnen waren die beschrifteten Steinen kaum lesbar, weshalb sich die bereits 1938 eingeführten großen blauen Tafeln mit den Fernziel- und Kilometerangaben letztendlich gegenüber den Steinen durchsetzten. So wurden die jene Steine, die den Krieg überstanden hatten, nach 1945 schrittweise während der Erneuerungsmaßnahmen und dem Ausbau der Autobahnen entfernt.

Mustervorgabe des großen Kilometersteins mit Zielortangabe in Richtung Autobahnnullpunkt (1939 eingeführt)
Ein 500-Meter-Stein mit Zielortangabe in Richtung Autobahnende (1939 eingeführt)

Am 28. Juli 1939 wurden einheitliche Haltestellenzeichen für Straßenbahnen und Kraftfahrlinien verkündet und im Reichsverkehrsblatt veröffentlicht.  Bis zum 1. April 1941 mussten alle Haltestellen mit den neuen einheitlichen Zeichen versehen sein. Diese Zeichen galten als Verkehrseinrichtungen im Sinne des § 3 der Straßenverkehrs-Ordnung. Im verlängerten Arm des runden Zeichens sollte in grüner Farbe die Bezeichnung der Kraftfahrlinie erscheinen. Diese Verordnung blieb in überarbeiteter Form bis zum 20. September 2006 in Kraft.

Haltestellenzeichen für Straßenbahnen nach Anlage 1 (Durchmesser 350 mm)
Haltestellenzeichen für Straßenbahnen nach Anlage 1 (Durchmesser 450 mm)
Haltestellenzeichen für Kraftfahrlinien nach Anlage 2 (Durchmesser 250 mm)
Haltestellenzeichen für Kraftfahrlinien nach Anlage 2 (Durchmesser 350 mm)
Beispiel eines Haltestellenzeichen für Kraftfahrlinien der Kraftpost
Haltestellenzeichen für Straßenbahnen nach Anlage 4 (Doppelhaltestelle)

#### August
Am 12. August 1939 wurde die technische Vorschrift RAB T-1 Iwkb 286 (RAB = Reichsautobahn) ausgegeben, die Vorgaben für drei neue Autobahnschilder enthielt, die sich mit der Voranzeige von Autobahntankstellen beschäftigten.

Bild 1 Pfeilschild „Tank“, Hinweis an einer Autobahntankstellenausfahrt
Bild 2 Tank, Wegweiser zur Autobahntankstelle
Bild 3 Pfeilschild „Ausfahrt“ mit Zusatzschild „Tank“

#### September
Nach der Besetzung der sogenannten Rest-Tschechei gingen die deutschen Behörden daran, auf dem nun zum Protektorat Böhmen und Mähren erklärten Gebiet das in Deutschland gültige Verkehrsrecht umzusetzen. Dazu mussten einige Verkehrszeichen sprachlich angepasst werden. Am 27. September 1939 wurden mit der im tschechoslowakischen Recht verankerten Verordnung Nr. 242/1939 im Anhang entsprechende Schilder vorgestellt.
Nachfolgend Beispiele, die von den sonst üblichen Zeichen im Deutschen Reich abwichen:

Obr. 28 Jednosměrná doprava
Obr. 29 Příkaz zastavit u celního úřadu
Obr. 30a Stůj, dej přednost jízdě na hlavni silnici!

### 1941
Aufgrund eines Schreibens des Reichsführers SS, Heinrich Himmler (1900–1945), vom 16. Dezember 1941 wurden seit Kriegsbeginn insbesondere in den westlichen Reichsgebieten umfassende Parkverbote erlassen, die ganze Ortschaften umfassen konnten. Dabei griffen die Verantwortlichen nicht auf die offiziellen, in der StVO vorgeschriebenen Parkverbotszeichen nach Bild 23 zurück, sondern stellten spezielle, rechteckige Tafeln auf, die nicht in der StVO aufgeführt waren.

### 1942
In der vierten überarbeiteten Ausgabe der Vorläufigen Richtlinien für den Ausbau der Landstraßen (RAL 1937) vom Dezember 1942 wurde eine überarbeitete Form der Leitsteine verordnet. Unter der Bezeichnung „Prellsteine“ waren diese mit Bild e 3 bereits in die Reichsstraßenverkehrs-Ordnung von 1934 bis 1938 aufgenommen worden, mit der Neufassung von 1938 aber wieder herausgefallen. Diese älteren Steine waren weiß gestrichen und besaßen einen schwarzgestrichenen Kopf. Leitsteine sollten zu jeder Witterung und jeder Tageszeit eine sichere und leichte Benutzung der Straßen ermöglichen. Sie waren so aufzustellen, dass sie die Straßenbenutzer, insbesondere die Fahrzeugführer, gut und rechtzeitig sehen konnten.

Bild 34a Leitsteine nach Tafel VIII zu RAL 1937

Als Leiteinrichtungen kamen insgesamt in Betracht:
1. Leitsteine und Leitpflöcke,
2. Baumspiegel,
3. Schutzanlagen,
4. Trennstriche.

### 1943

#### Februar
Ab 1943 wurden die Warnlichtanlagen mit zwei Lichtern – weiß und rot – sowie Anlagen, die zusätzlich mit der Leuchtaufschrift „Zwei Züge“ versehen waren, mit der Elften Verordnung zur Änderung der Eisenbahn-Bau- und Betriebsordnung vom 4. Februar 1943 Teil der Eisenbahn-Bau- und Betriebsordnung vom 17. Juli 1928. Diese Verordnung wurde am 23. Februar 1943 rechtsgültig. Neben der erstmaligen Aufnahme der Warnlichtanlagen kam auch der Blitzpfeil für Warnkreuze in die Betriebsordnung.

Beschrankter Wegübergang ein- oder mehrgleisig mit Fahrleitung
Betriebszeichen an eingleisiger Bahn
Warnzeichen bei Annäherung eines Zugs auf mehrgleisiger Bahn
Warnzeichen bei Annäherung zweier Züge auf mehrgleisiger Bahn

#### Mai
In der Novelle vom 19. Mai 1943 zur „Anlage 1, Verkehrszeichen und Verkehrseinrichtungen“ wurde ein neues Bild (Bild 34a) eingeführt, das auf Rufstellen des NSKK-Verkehrshilfsdienstes hinweisen sollte. Es war am rechten Fahrbahnrand in nächster Nähe zu dem Gebäude aufzustellen, in dem sich die Rufstelle befand. Die neuen Zeichen mussten vom Nationalsozialistischen Kraftfahrkorps selbst beschafft und erhalten werden. Die weiße Umrandung war rückstrahlend auszuführen.

Bild 34a Rufstelle des NSKK-Verkehrshilfsdienstes

## Weitere Zusatzbeschilderung
Seit den frühen 1940er Jahren wurden witterungsbedingt kleine gelbe Fähnchen aufgestellt, welche die Aufschrift „Glatteis“ trugen.

## Lokal angeordnete Verkehrszeichen

Beispiel eines Vor-Wegweisers in einen Kreisverkehr (Frühjahr 1945)

## Autobahnbeschilderung
Folgende Zeichen waren nicht in der Neufassung der Straßenverkehrs-Ordnung enthalten und blieben größtenteils bis zur StVO-Novelle 1956 unverändert. Auch bei der Autobahnbeschilderung wurden dieselben Farbvorgaben des RAL eingehalten, wie diese in Reichs-Straßenverkehrs-Ordnung angewandt wurden. In der Regel waren die großen blauen Autobahntafeln aus Holz und Sperrholz gefertigt. Sie besaßen eine weiße Umrandung, die entweder aufgemalt oder als Holzrahmung ausgeführt sein konnte. Die weißen Buchstaben wurden aufgemalt oder waren in einigen Fällen zusätzlich auch plastisch ausgeführt. Frühe Tafeln an den Reichsautobahnen wichen noch deutlich stärker von dem DIN-normierten Schriftsystem ab als spätere Ausführungen. Insgesamt blieb der handgefertigte Charakter der Schriftzeichen durch lokale individuelle Ausprägungen und durch das jeweilige Können der örtlichen Schildermaler sichtbar.
Ab 1937 war damit begonnen worden, die bis dahin hellen Betonfahrbahnen schwarz zu färben, um im Kriegsfall feindlichen Flugzeugen keine Orientierung zu bieten.
An gefährdeten Unfallschwerpunkten mit Wildtieren wurden 1937 und per Weisung 1938 zunächst versuchsweise sogenannte Wildwechselschilder aufgestellt. Diese zeigten als Sinnbilder einen Hirsch, ein Reh oder ein Wildschwein. Man hoffte, diese Schilder möglicherweise wieder abbauen zu können „wenn sich das Wild an die veränderten Verhältnisse gewöhnt und neue Futterplätze gefunden hat.“ Schwere Unfälle zeigten schon früh, wie wichtig es war, diese Schilder zu beachten.

### Wegweiser zur Reichsautobahn

Wegweiser zur Reichsautobahn, Anfang der 1940er Jahre

### Tafeln im Mittelstreifen
„Besonders hervorragende Punkte, wie gekreuzte Täler, Flußläufe und Seen, sind durch Hinweisschilder im Mittelstreifen gekennzeichnet.“

1938 wurden erstmals Autobahntafeln mit Fernzielangaben aufgestellt (1938)
Autobahnausfahrt-Ankündigungstafel mit Fernzielangaben (1945)
Autobahnausfahrt-Ankündigungstafel – hier mit der Zusatztafel Tankstellenvorankündigung. Das Sinnbild „T“ im Kreis wurde in der BRD bis 1971 verwendet. (Frühjahr 1945)
Autobahnausfahrt-Ankündigungstafel. Die Buchstaben waren leicht plastisch ausgeführt (Frühjahr 1945)
Autobahnausfahrt-Ankündigungstafel. Die Buchstaben waren mit Reflektoren besetzt (Sommer 1939)
Autobahnausfahrt-Ankündigungstafel unmittelbar an der Ausfahrt. Die Buchstaben waren plastisch ausgeführt und entsprachen nicht der DIN 1451. (März 1945)
Autobahnausfahrt-Ankündigungstafel unmittelbar an der Ausfahrt. Weitere Tafel, hier an der Hauptausfahrt nach Frankfurt. (Juni 1945)
Hinweisschild für besondere Punkte, hier an der Muldentalbrücke (nach einer Postkarte von 1938)

### Tafeln am rechten Fahrbahnrand
Die auch als „Hauptschilder“ bezeichneten Autobahnausfahrt-Vorwegweiser wurden leicht angewinkelt zur Fahrbahn hin aufgestellt. Die Entfernungsbaken auf der Reichsautobahn, die 1938 als „neu“ bezeichnet wurden, gaben die Entfernung bis zu der kommenden Abzweigung bekannt und waren in einer Entfernung von jeweils 600, 400 und 200 Metern aufgestellt. Bei einigen wenigen Autobahnvorwegweisern waren die Pfeile und teils die Ortsnamen mit Rückstrahlern ausgestattet. Bei den Vorankündigungen für Wildwechsel war diese Ausstattung Standard.

Autobahnausfahrt-Vorwegweiser mit Tankhinweis an einem Teilstück der geplanten Strecke Frankfurt am Main – Karlsruhe – Basel. (1938)
Der nachfolgende Autobahnausfahrt-Vorwegweiser an derselben Strecke. Die Autobahntankstelle bei Darmstadt war die erste ihrer Art und im Mai 1936 eröffnet worden. (1938)
Autobahnausfahrt-Vorwegweiser an einem Teilstück der geplanten Strecke Frankfurt am Main – Karlsruhe – Basel. Diese Zeichen waren 2,50 Meter breit und 1,80 Meter hoch.[42] (1938)
Autobahnausfahrt-Vorwegweiser an der Autobahn München – Salzburg. Das Schild entsprach nicht den allgemeinen Vorgaben (1938)
Autobahnausfahrt-Vorwegweiser ohne Distanzangaben an der Autobahn München – Berlin (Frühjahr 1945)
Autobahnausfahrt-Vorwegweiser ohne Distanzangaben; hier: Autobahn Berlin – Beuthen (1939)
Entfernungsbake an Autobahnen: 600 Meter zur Ausfahrt (1938)
Entfernungsbake an Autobahnen: 600 Meter zur Ausfahrt (1944)
Entfernungsbake an Autobahnen: 400 Meter zur Ausfahrt (1944)
Entfernungsbake an Autobahnen: 200 Meter zur Ausfahrt (1944)
Pfeilschild: Einfahrt zur Reichsautobahn
Pfeilschild: Ausfahrt von der Reichsautobahn; hier: Autobahn München – Salzburg (1938)
Autobahn-Vorankündigung: Wildwechsel durch Wildschweine auf 1200 Metern; 1937 eingeführt
Autobahn-Vorankündigung: Wildwechsel durch Rehe auf 2000 Metern; 1937 eingeführt
Autobahn-Vorankündigung: Wildwechsel durch Rehe auf 500 Metern; 1937 eingeführt